# 曼西 (印第安納州)
曼西（英語：Muncie）是一個位於美國印第安納州特拉華縣的城市。根據2010年美國人口普查，該地人口為70085人，而該地的面積約為71.49平方千米。同時該地也是特拉華縣的縣治。

## 地理
曼西的座標為40°11′36″N 85°23′17″W / 40.19333°N 85.38806°W，而該地的平均海拔高度為284米（即932英尺）。